# Franziska Gröber
Franziska Gröber (* 14. März 1897 in Aichach; † 27. Mai 1952 in Augsburg) war eine deutsche Politikerin der BVP und der CSU. Als eine von vier Frauen gehörte sie dem ersten Bayerischen Landtag nach dem Zweiten Weltkrieg an.

## Leben und Beruf
In einem Münchner Lebensmittelgeschäft ließ sich Gröber zur Verkäuferin ausbilden, diesen Beruf übte sie ab 1912 in einem Delikatessengeschäft in Augsburg aus. 1919 eröffnete sie im Augsburger Stadtteil Pfersee ein eigenes Lebensmittelgeschäft. Nach dem Krieg war sie als Hausfrau tätig.
Sie war seit 1915 mit dem Kaufmann Clemens Gröber verheiratet. Nach der Hochzeit lebte sie zeitweise in Friedberg.

## Engagement
1920 schloss sich Gröber dem Katholischen Frauenbund an. Innerhalb des Ortsvereins Augsburg-Pfersee wurde sie 1932 zur zweiten und 1945 zur ersten Vorsitzenden ernannt. 1946 wurde sie zweite Vorsitzende des Stadtverbandes Augsburg. Daneben gehörte sie dem Ausschuss des Diözesankatholikentages und der Katholischen Aktion an.

## Politik
Vor dem Krieg gehörte Gröber der BVP an, bis diese 1933 aufgelöst wurde. Nach dem Krieg wurde sie Mitglied der CSU. Für diese wurde sie 1946 in den ersten Bayerischen Landtag nach dem Krieg gewählt. Ab 1948 gehörte sie dort dem Ältestenrat an. 1949 nahm sie an der ersten Bundesversammlung teil, welche Theodor Heuss zum Bundespräsidenten wählte. Nach dem Ende der Wahlperiode Ende 1950 schied sie aus dem Landtag aus. Ab 1949 gehörte sie dem Landesvorstand der CSU an, zuletzt war sie Mitglied des Augsburger Stadtrats.